# Аманмурадов, Оразгельды
Оразгельды Аманмурадов (туркм. Orazgeldi Amanmyradow; с. Достлук, Тедженский этрап, Ашхабадская область) — туркменский государственный деятель.

## Биография
Родился в 1970 году в селе Достлук Тедженского этрапа Ашхабадской области.
В 1992 году окончил Туркменский государственный университет, получив специальность историка.
В 1998 году окончил Академию ФСБ Российской Федерации.
В 1994—1995 годах работал научным секретарем, заместителем директора по научной работе Национального музея истории и этнографии Туркменистана.
С 1995 года работал на различных должностях в Министерстве национальной безопасности Туркменистана.
В 2007 году — ректор Военной академии Туркменистана имени Великого Сапармурата Туркменбаши.
08.10.2007 — 29.05.2009 — министр внутренних дел Туркменистана.  
29 мая 2009 года на заседании Государственного Совета безопасности Туркменистана Президент страны Гурбангулы Бердымухамедов резко раскритиковал работу органов внутренних дел. По его словам, свидетельством их неудовлетворительной работы является рост числа преступлений в стране, а также рост преступности среди самих сотрудников внутренних дел.
В качестве примера президент привел перестрелку в Ашхабаде в сентябре 2008 года, случаи вымогательства взяток у родственников осужденных должностными лицами МВД и торговлю тяжелыми наркотиками в одной из больниц Управления по исполнению наказаний МВД.
В связи с этим Оразгельды Аманмурадов был 29 мая 2009 года уволен с поста министра внутренних дел Туркменистана «за недостатки, допущенные в работе» и назначен начальником специальной средней школы полиции МВД Туркменистана.
1 июля 2011 года специальная средняя школа полиции МВД Туркменистана была упразднена.

## Награды
- Медаль «Эдерменлик»

## Воинские звания
- майор (до 2007 года)
- подполковник (08.10.2007)